# 長石咀
參數所指定的目標頁面不存在，建議更正成存在頁面或直接建立下列一個頁面（建立前請先搜尋是否有合適的存在頁面可以取代）：
- 長石咀 (吉澳)

長石咀（英語：Cheung Shek Tsui）是香港的一個島嶼，地區行政上屬於北區。位於船灣郊野公園上角咀、大稔洲以北，鴨洲海以內。
長石咀上並沒有居民居住。